# Perlaky József
Perlaky József, Perlaki (Sajógömör, 1701 – Nemeskér, 1749. október 30.) a Dunántúli evangélikus egyházkerület szuperintendense (azaz püspöke) 1746-tól haláláig.

## Élete
Tanult Osgyánban, Csetneken, Besztercebányán, Győrött és Sopronban. Nevelősködés után külföldre menvén, 1725. október 28-án a wittenbergi egyetem hallgatói közé iratkozott. Hazajőve, 1729-től Győrött conrector volt, majd 1731-től lelkész Nemeskéren, 1746. április 23-tól pedig a dunántúli egyházkerületnek püspöki tisztét is vitte.

## Művei
- Néhai Zsankóházi Zsanko Boldizsár úrnak ... kedves párjának Kisfaludi Anna asszonynak Szent Mihályhava 17. napján ... Nemeskéren ... eltakaríttatásának megtiszteltetése. Hely n., 1735.
- Az Úr Jézus nevében. Nemes ... Seregély Péter nékem kiváltképpen való jó uramnak az 1735. eszt. végén, kínos szülésnek fájdalmi közötti, az ő dolgaiban csudálatos, de igaz Istentől, (August) e nyomorúságnak völgyéből, boldog halál által kiszólíttatott, kedves párjának ... Kis Judit asszonynak, utolsó tisztességének megadattatásának oszlopa, mellyet ... emelt és állatott Nemeskéren ... Anno 1736. Hely n.
- Kis Judith kisasszony felett halotti beszéd. Hely n., 1737.